# Chute du Galion
 (mars 2020).
Si vous disposez d'ouvrages ou d'articles de référence ou si vous connaissez des sites web de qualité traitant du thème abordé ici, merci de compléter l'article en donnant les références utiles à sa vérifiabilité et en les liant à la section « Notes et références ».
La chute du Galion est une cascade de Guadeloupe située à Saint-Claude sur le cours de la rivière Galion. Elle tombe de 40 mètres en terrain volcanique, dans les contreforts de la Soufrière.
La chute est accessible en 1h30 depuis la Savane à Mulet et 1h15 depuis les Bains Jaunes ("benjòn" an kréyòl) par l'armistice et le Pas du Roy.
Depuis la Citerne elle est accessible en 1h35 par la trace de l'armistice, le sentier d'accès est accidenté et possède des cordes d'escalade.